# Sin-magir
Sîn-mâgir est le quatorzième roi de la Ire dynastie d'Isin. Il paraît avoir régné de 1827 à 1817 av. J-C. Il était contemporain de Rîm-Sîn Ier qui monte sur le trône de Larsa vers 1822 av. J-C. Damiq-ilišu (vers 1816-1794) lui succède.